# Anbetung der Heiligen drei Könige (Botticelli)
Die Anbetung der Heiligen drei Könige ist ein um 1476 entstandenes Gemälde von Sandro Botticelli, das in Tempera auf Holz ausgeführt wurde und etwa 111 cm × 134 cm misst.

## Beschreibung
Das Bild wurde 1475 von dem Florentiner Bankier Guaspare di Zanobi del Lama in Auftrag gegeben, einem Freund der Familie Medici, der es als Altarbild für die Grabkapelle, der Cappella Lami seiner Familie, an der Innenfassade der Kirche Santa Maria Novella bestellt hatte.
Das Werk wurde später durch eine Verkündigung von Santi di Tito ersetzt und befindet sich heute in der Galleria degli Uffizi in Florenz. Nach seinem Auftraggeber und dem ursprünglichen Zweck wird es auch Zanobi-Altar genannt.
Mit dieser Benennung wird es unterschieden von vier weiteren Gemälden Botticellis mit dem gleichen Motiv, die ebenfalls in Tempera auf Holz gemalt sind. Dazu zählen zwei frühere Werke, eine Anbetung der Heiligen drei Könige in Zusammenarbeit mit Filippino Lippi etwa von 1470 und ein anderes Bild selben Namens etwa von 1470–1475, die beide in der National Gallery in London zu sehen sind. Später entstanden ist die Anbetung der Könige, etwa 1478–1482, die in der National Gallery of Art in Washington D.C. ausgestellt ist, und das gleichnamige Werk Botticellis und seines Kreises um 1500, das sich im Depot der Uffizien befindet. Diese Gemälde gelten als typisch für die Kunstepoche der Renaissance, genauer des Quattrocento.
Der hier behandelte, etwa um 1475 entstandene Zanobi-Altar ist nicht nur von kunsthistorischer Bedeutung, sowohl mit Blick auf die Bildkomposition wie auch hinsichtlich der Ausgestaltung des Motivs der Anbetung des Kindes durch die Heiligen Drei Könige. Er ist auch von dokumentarischem Interesse, da einige der dargestellten Figuren Gesichtszüge tragen, die sie mit historischen Persönlichkeiten identifizieren, die im Florenz der zweiten Hälfte des 15. Jahrhunderts gelebt hatten, vornehmlich Mitglieder des Patriziats wie vorrangig der Florentiner Regentenfamilie der Medici.
Identifizierte Personen
- Cosimo de’ Medici, genannt „der Alte“ (il Vecchio), ist der Weise aus dem Morgenland, der unmittelbar vor Maria mit dem Kind kniet.
- In der Bildmitte kniet als zweiter Weiser im roten Mantel mit Hermelinschärpe Cosimos Sohn Piero di Cosimo de’ Medici, genannt „der Gichtige“ (il Gottoso).
- Der dritte Weise, kniend mit hellem durchscheinendem Überwurf, der sich und dem sich Piero zuwendet, ist Pieros Bruder Giovanni di Cosimo de’ Medici.
- Lorenzo il Magnifico,[6] laut Leuker[7] Giuliano, Sohn Pieros und Enkel Cosimos, wird als junger Mann in strahlend hellem Gewand gezeigt, der die linke Personengruppe anführt.
- Rechts oberhalb des Weisen mit den Zügen Giovannis stehend, als Gestalt in dunklem, nahezu schwarzem Gewand mit rotem Einsatz, ist Giuliano di Piero de’ Medici, der Bruder Lorenzos, auf gleicher Höhe abgebildet.[6]

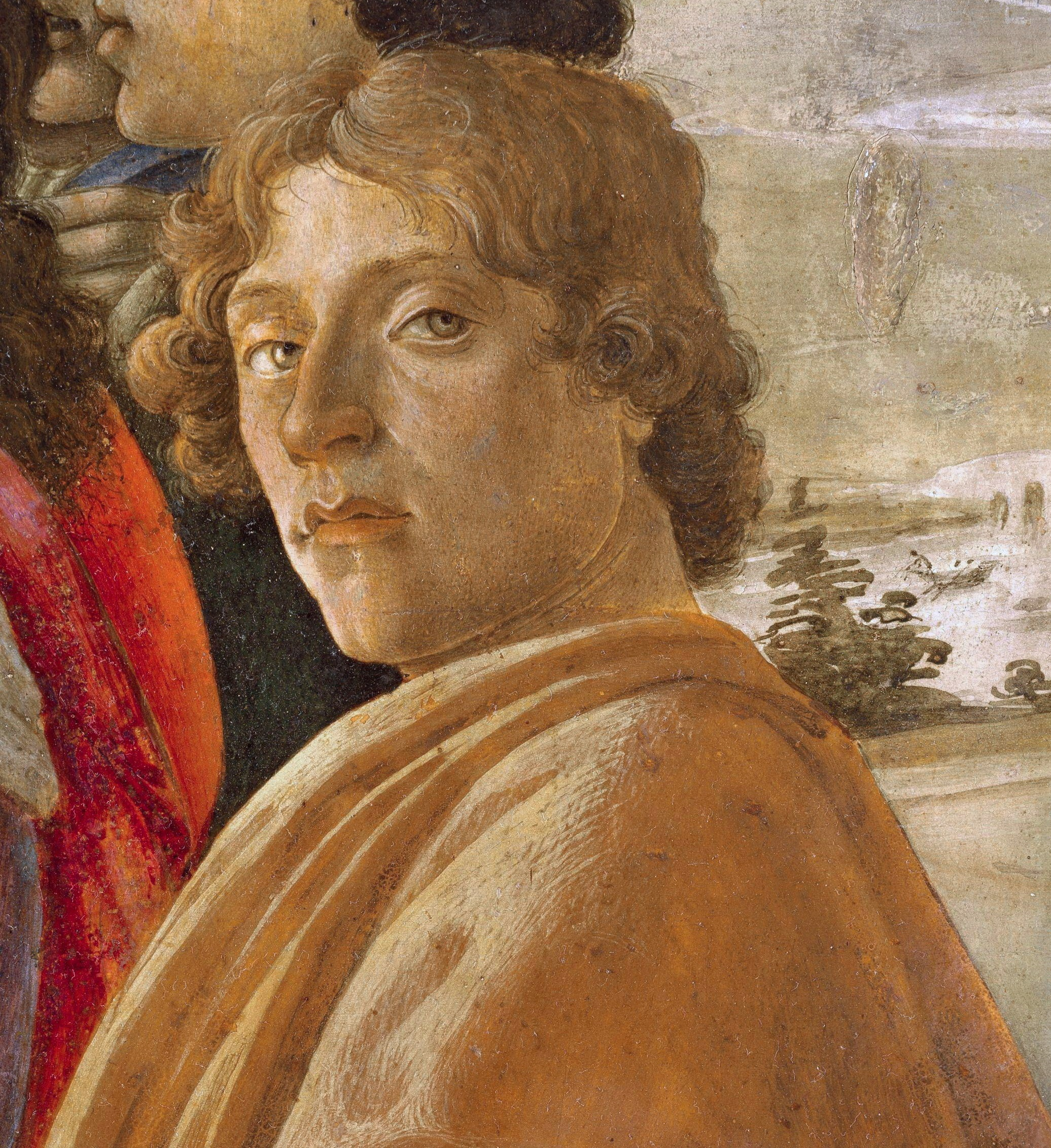
Vermutlich Sandro Botticelli

Die Person ganz rechts am Bildrand, mit einem beige-braunen Mantel bekleidet und aus dem Bild schauend, stellt vermutlich den Künstler selbst dar, Sandro Botticelli.
Ebenfalls als Personen mit Blickrichtung auf den Betrachter des Bildes sind abgebildet
- Filippo Strozzi der Ältere in der rechten Gruppe.
- in der linken Gruppe der Auftraggeber dieses Bildes, Guaspare di Zanobi del Lama.

Noch einigen weiteren Personen auf dem Bild konnten inzwischen Persönlichkeiten der damaligen Florentiner Gesellschaft mit einiger Sicherheit zugeordnet werden.
Die Versammlung der Familie Medici, wie sie mit diesen Denotationen auf dem Bild stattzufinden scheint, ist allerdings insofern anachronistisch, als die drei als Heilige Drei Könige dargestellten Angehörigen der Medici – Cosimo, Piero und Giovanni – um 1475 alle schon verstorben waren; zu dieser Zeit regierte Lorenzo. Sein Bruder Giuliano fiel 1478 der Pazzi-Verschwörung zum Opfer.
Beabsichtigt war hier wohl eine Hommage an die Familie Medici, von denen der Künstler in dem Jahrzehnt von 1470 bis 1481, vor seinem Aufbruch nach Rom, die meisten Aufträge erhielt. Auch die Integration seiner eigenen Person in den Kreis der Dargestellten unterstreicht seine Bindung an die Familie.
Die harmonische Gestaltung des Bildes – Maria mit Kind im Mittelgrund, äquivalente Personengruppen im linken und rechten Bildgrund, eingebettet in eine imaginäre Landschaft mit antiker Tempelruine – wird in der Literatur mit Ausdrücken wie „beseelt“ und „poetisch“ beschrieben. Schon Giorgio Vasari stellte in seiner Biographie  des Sandro Botticelli (in Le Vite de’ più eccellenti architetti, pittori, et scultori italiani, Florenz 1550, 2 Bände) dieses Gemälde als ein besonders qualitätsvolles Werk heraus.

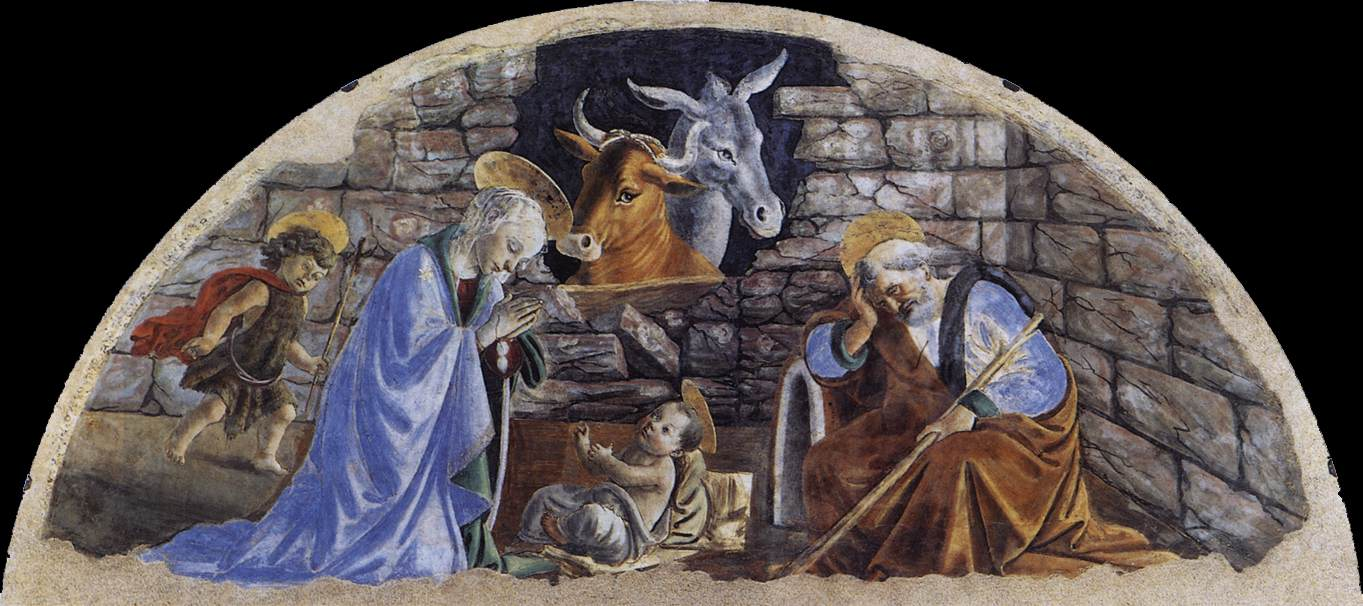
Adorazione del Bambino (Botticelli, Fresko heute in Santa Maria Novella)

Über dem Gemälde befand sich ein ebenfalls von Sandro Botticelli angefertigtes Fresko der Geburt Christi, das sich heute über dem Hauptportal der Innenfassade der Kirche Santa Maria Novella befindet.